# Calefação (processo físico)
A calefação, nome popular para o Efeito de Leidenfrost, é a vaporização que ocorre quando um líquido entra em contato com uma superfície que se encontra a uma temperatura muito maior que a temperatura de ebulição do líquido (acima de 100ºC no caso da água). Durante a calefação o líquido se divide em bolhas esferoides, que executam um movimento rápido e desordenado à medida que diminuem de volume.

## Leis da calefação
- Primeira lei: Durante a calefação não ocorre o contato entre o líquido e a superfície aquecida. A ausência de contato é explicada pela rápida e intensa vaporização das gotas líquidas do lado mais próximo da chapa aquecida. O colchão de vapor que assim se forma impede o contato das gotículas com a superfície aquecida.
- Segunda lei: A temperatura do líquido calefeito é inferior à sua temperatura de ebulição.